# Ato perlocucionário
Em linguística e filosofia da linguagem, ato perlocucionário (ou efeito perlocucionário) é a designação dada à categoria dos atos de fala que agrupa o efeito produzido sobre o interlocutor: reações da audiência em relação ao ato proferido por algum ator social.
Conforme John Langshaw Austin postula em sua teoria, todos os atos de fala geram algum efeito no interlocutor/ouvinte a partir das intenções postas em jogo pelo falante. São exemplos de efeitos perlocucionários persuadir, convencer, assustar, esclarecer, inspirar ou afetar o interlocutor de alguma forma. O ato perlocucionário está integrado às outras duas dimensões: ato locucionário e ato ilocucionário.